# Орден Pour mes Amis
Орден Pour mes Amis — династичний орден, заснований 1809 року князем Карлом цу Ізенбургом, який став сувереном князівства Ізенбург, що входило до Рейнської конфедерації. Нагорода існувала в одному класі.
Символом ордена є восьмикінечний мальтійський хрест із золотою оправою із золотими намистинами на кінцях хреста. Хрестовини покриті синьою емаллю. У медальйоні, який оточує біле емальоване кільце з написом A SES AMIS 1809 (його друзі 1809), золотий ініціал С (Карл) на червоному емальованому тлі. Ззаду в обручі напис ELLE SOUTIENT L’AMITIE (якір підтримує дружбу), а посередині також на фоні червоної емалі золотий якір.
Медаль носилася на стрічці синього кольору з жовтою облямівкою зліва на грудях.